# Municipio de Western (Dakota del Norte)
El municipio de Western (en inglés: Western Township) es un municipio ubicado en el condado de Wells en el estado estadounidense de Dakota del Norte. En el año 2010 tenía una población de 87 habitantes y una densidad poblacional de 0,93 personas por km².

## Geografía
El municipio de Western se encuentra ubicado en las coordenadas 47°42′35″N 99°59′41″O / 47.70972, -99.99472. Según la Oficina del Censo de los Estados Unidos, el municipio tiene una superficie total de 93.17 km², de la cual 92,1 km² corresponden a tierra firme y (1,15 %) 1,07 km² es agua.

## Demografía
Según el censo de 2010, había 87 personas residiendo en el municipio de Western. La densidad de población era de 0,93 hab./km². De los 87 habitantes, el municipio de Western estaba compuesto por el 100 % blancos. Del total de la población el 1,15 % eran hispanos o latinos de cualquier raza.